# Liste der Baudenkmale in Eggermühlen
In der Liste der Baudenkmale in Eggermühlen sind alle Baudenkmale der niedersächsischen Gemeinde Eggermühlen aufgelistet. Die Quelle der Baudenkmale ist der Denkmalatlas Niedersachsen. Der Stand der Liste ist der 7. September 2022.
Der Denkmalatlas ist in diesem Bereich noch nicht vollständig und wird in Zukunft weiter ausgebaut.

## Allgemein
In den Spalten befinden sich folgende Informationen:
- Lage: die Adresse des Baudenkmales und die geographischen Koordinaten. Kartenansicht, um Koordinaten zu setzen. In der Kartenansicht sind Baudenkmale ohne Koordinaten mit einem roten Marker dargestellt und können in der Karte gesetzt werden. Baudenkmale ohne Bild sind mit einem blauen Marker gekennzeichnet, Baudenkmale mit Bild mit einem grünen Marker.
- Bezeichnung: Bezeichnung des Baudenkmales
- Beschreibung: die Beschreibung des Baudenkmales. Unter § 3 Abs. 2 NDSchG werden Einzeldenkmale und unter § 3 Abs. 3 NDSchG Gruppen baulicher Anlagen und deren Bestandteile ausgewiesen.
- ID: die Objekt-ID des Baudenkmales
- Bild: ein Bild des Baudenkmales, ggf. zusätzlich mit einem Link zu weiteren Fotos des Baudenkmals im Medienarchiv Wikimedia Commons. Wenn man auf das Kamerasymbol klickt, können Fotos zu Baudenkmalen aus dieser Liste hochgeladen werden:

## Eggermühlen
| Lage                                                  | Bezeichnung                                        | Beschreibung | ID       | Bild |
| ----------------------------------------------------- | -------------------------------------------------- | --- | -------- | ---- |
| B 214 4 52° 32′ 2″ N, 7° 48′ 17″ O                    | Hof Schulte zu Sundern (Kapelle)                   | Nordwestlich der Hofanlage Schulte zu Sundern liegt mitten im Wald die neogotische Kapelle, massiver Ziegelbau mit Darstellung der schmerzhaften Gottesmutter, Satteldach, 1885 errichtet. | 45727795 | BW   |
| Backsbollweg 1 52° 33′ 28″ N, 7° 47′ 50″ O            | Hof Brincker (Wohn-/ Wirtschaftsgebäude)           | Den Wirtschaftshof nach Westen abschließender Zweiständerbau mit Kammerfach, Fachwerk mit Ziegelausmauerung, beide Giebel ohne Vorkragung, Wohngiebel ursprünglich mit Steckwalm, Satteldach, errichtet 1743 (i). Nachträglich das erste Fach neu vorgesetzt und den Giebel mit vorgezogen. Westgiebel mit Kammeranbau. Nördliche Traufseite mit Stallflügel. Der Flettdielengrundriss erhalten.                                | 45725765 | BW   |
| Bestener Straße 1 52° 33′ 32″ N, 7° 48′ 16″ O         | Wösteneschmühle zu Gut Eggermühlen (Mühlengebäude) | Unmittelbar östlich des Eggermühlenbaches liegt der einfache Fachwerkbau mit Ziegelausmauerungen, Satteldach im Bereich der Radstube mit oberschlächtigem Mühlenrad weit heruntergezogen, instand gesetzt wohl 1842, wohl bereits um 1750 errichtet. Von der technischen Ausstattung zwei Mahlgänge, Fragmente einer Absackeinrichtung mit Förderschnecke und des ehemaligen Gatters sowie der Getriebeansatz erhalten.         | 38228118 |      |
| Bestener Straße 1 52° 33′ 31″ N, 7° 48′ 17″ O         | Wösteneschmühle zu Gut Eggermühlen (Heuerhaus)     | Im Osten der Anlage gelegenes Gebäude mit hallenhausähnlichem Raumgefüge, Ziegelrohbau, Satteldach, errichtet 1852 (i). | 38228143 | BW   |
| Bestener Straße 1 52° 33′ 31″ N, 7° 48′ 15″ O         | Wösteneschmühle zu Gut Eggermühlen (Wehr)          | Zwischen Mühlengebäude und Mühlenteich im Süden der Anlage gelegenes Wehr, angelegt wohl im Rahmen der Instandsetzung um 1842. | 38228215 | BW   |
| Bestener Straße 1 52° 33′ 30″ N, 7° 48′ 13″ O         | Wösteneschmühle zu Gut Eggermühlen (Teich)         | Im Süden der Anlage, bereits in der Gemarkung Besten, liegt der Mühlenteich, welcher wohl nachträglich zur Wasserregulierung angelegt wurde. | 45730341 | BW   |
| Bockradener Straße 3 52° 34′ 25″ N, 7° 48′ 12″ O      | Hof Ratte (Scheune)                                | Den Wirtschaftshof nach Norden hin abschließender Wandständerbau, Fachwerk mit Ziegelausmauerung, Giebel jeweils zweimal vorkragend, zwei Querdurchfahrten, Satteldach, errichtet 1752 (i). | 45734847 | BW   |
| Bockradener Schulstraße 2 52° 34′ 21″ N, 7° 47′ 40″ O | Reiterhof Vox                                      | Im Zwickel zweier Straßen gelegene Schule, Kernbau über L-förmigem Grundriss, Massivbau, traufständiger Mitteltrakt mit Krüppelwalmdach, giebelständige Seitenflügel mit Satteldächern, errichtet 1915 (i). Nachträglich zur u-förmigen Dreiflügelanlage erweitert, zur Gaststätte und Beherbergung umgenutzt. | 41903079 | BW   |
| Bippener Straße 8 52° 34′ 12″ N, 7° 47′ 8″ O          | Hof Hummert (Wohn-/ Wirtschaftsgebäude)            | Im Süden der ehemaligen Hofanlage liegt der Zweiständerbau, Fachwerk mit Ziegelausmauerung, teils mit verputzten Gefachen, Giebel jeweils dreimal vorkragen, teils über profilierten Knaggen und Balkenstummeln bzw. Schwellbalkenüberstand, Satteldach, errichtet 1800 (i). Der Flettdielengrundriss erhalten. | 45735437 | BW   |
| Buerenweg 1 52° 34′ 2″ N, 7° 49′ 24″ O                | Hof Kettmann-Coord (Wohn-/ Wirtschaftsgebäude)     | In der Hofanlage gelegener Zweiständerbau mit Kammerfach, Fachwerk mit Ziegelausmauerung, teils durch Ziegelwand ersetzt, beide Ständerreihen größtenteils ersetzt, Wirtschaftsgiebel zweimal über profilierten Knaggen und Schwellbalkenüberstand vorkragend, Wohngiebel einmal flach vorkragend und ursprünglich mit Steckwalm, Satteldach, errichtet 1826 (i), unter Einbeziehung von zweitverwendeten Hölzern von 1661 (i). | 45726131 | BW   |
| Friesenweg 6 52° 33′ 45″ N, 7° 49′ 47″ O              | Heuerhaus                                          | Am südlichen Rand der Gemarkung gelegenes Haus mit hallenhausähnliches Raumgefüge mit zwei spiegelbildlich zusammengesetzte Wohn- und Wirtschaftsbereiche, Ziegelrohbau, Satteldach, errichtet 1909 (i). | 45726568 | BW   |
| Striekeler Straße 2 52° 33′ 40″ N, 7° 49′ 11″ O       | Heuerhaus                                          | In einer kleinen Hofanlage gelegener Zweiständerbau, Kammerfach, Wirtschaftsgiebel zweimal flach vorkragend, Wohngiebel einmal über Kopfbändern und Stichbalken, wohl ursprünglich mit Steckwalm, Fachwerk mit Ziegelausmauerung, teils mit Lehmstakung, Satteldach, errichtet 1825 (i). Nachträglich teilweise verändert. | 45732460 | BW   |
| Zum Brinkberg 52° 32′ 45″ N, 7° 48′ 55″ O             | Hof Ansmann (Wohn-/ Wirtschaftsgebäude)            | In der Hofanlage gelegener Zweiständerbau, nachträglich in einen vierständerähnlichen Bau umgebaut, Wirtschaftsgiebel einmal über profilierten Knaggen und Schwallbalkenüberstand vorkragend, Wohngiebel und beide Traufseiten massiv erneuert, mit Segmentbogenöffnungen, ansonsten Fachwerk mit Ziegelausmauerung, Satteldach, errichtet 1833 (i), 1863 (i) verändert. er Flettdielengrundriss mit Scherwand wohl erhalten.   | 45727839 | BW   |

### Gut Eggermühlen
| Lage                                      | Bezeichnung        | Beschreibung | ID       | Bild |
| ----------------------------------------- | ------------------ | --- | -------- | ---- |
| Große Allee 1 52° 33′ 53″ N, 7° 48′ 54″ O | Herrenhaus         | Das Herrenhaus von Schloss Eggermühlen ist ein symmetrisch angelegter, zweigeschossiger, traufständiger Putzbau unter ziegelgedecktem Walmdach, mit altem Herrenhaus als eingeschossiger Flügelbau nordwestlich. Dreiachsiges Mittelrisalit mit Lisenenabschluss unter Dreiecksgiebel, davor zweiarmige Freitreppe mit Balustergeländer. Sandsteinportal mit Sprenggiebel und Wappen. Im Norden der quadratische Eckturm mit barocker Haube. Errichtet 1714–18 unter Einbeziehung des alten Herrenhauses und des Fachwerkgebäudes südöstlich von 1696.1873 und 1930 Umbauten. Im Bereich des Mittelrisalits eine Halle mit doppelten Treppenläufen, umlaufender Galerie im OG. EG mit Festsaal, hoher Fayence-Ofen von 1772, Wandbespannungen, Stuckdecken, Kamine. Bilderzimmer mit Kacheln, Sandsteinkamin, stuckiertem Kaminaufsatz. Zwischen neuerem Herrenhaus und Fachwerkgebäude die neogotische Kapelle, Hallenraum von 1869, mit Rokoko-Altar von 1755, wohl von Johann Christoph Manskirch. | 45154226 |      |
| Große Allee 52° 33′ 53″ N, 7° 48′ 49″ O   | Wirtschaftsgebäude | Den Wirtschaftshof nach Norden abschließendes Gebäude über L-förmigem Grundriss, Fachwerk mit verputzten Gefachen, Satteldächer, errichtet wohl vorwiegend als Scheune, wohl noch im 18. Jh. | 49133445 | BW   |
| Große Allee 52° 33′ 50″ N, 7° 48′ 50″ O   | Wirtschaftsgebäude | Westlich des Herrenhauses befindet sich der Wirtschaftshof, der südlich von dem Gebäude abgeschlossen wird. Der Komplex besteht aus mehreren ein- und zweigeschossigen Gebäudeteilen, die im rechten Winkel angeordnet sind. Sichtziegelbauten mit Satteldächern. Der nordwestliche Gebäudeteil mit Ladeluken und Toreinfahrten. Errichtet wohl vorwiegend als Speicher- und Scheunengebäude im 19. Jh. | 45730137 | BW   |
| Große Allee 52° 33′ 46″ N, 7° 48′ 37″ O   | Erbbegräbnis       | Unweit der Allee, in einem kleinen Waldstück gelegenes Kruzifix im Zusammenhang mit dem Erbbegräbnis der Familie Boeselager, Sandstein, errichtet wohl im Zusammenhang mit der barocken Umgestaltung der Anlage im 18. Jh. | 45726816 | BW   |
| Große Allee 52° 33′ 46″ N, 7° 48′ 34″ O   | Soldatengrab       | Unweit der Allee, in einem Waldstück liegt die Gedenkstätte für die Opfer des Zweiten Weltkrieges. Größere, leicht terrassierte, teilumzäunte Anlage, Podest mit Gedenktafeln mit Namen der Gefallenen, mittig die Inschrift „Unseren Gefallenen und Vermißten zum Gedenken 1939-1945“ und Kreuz darüber. Davor mehrere Steinkreuze. Aufgestellt nach 1945. | 45726764 | BW   |
| Große Allee 52° 33′ 43″ N, 7° 48′ 28″ O   | Allee              | Von Südwesten auf den Gutskomplex zulaufende gut 700 Meter lange zweireihige Allee aus Stieleichen (Quercus robur). Ausgerichtet auf die Hauptachse des Herrenhauses führt sie geradlinig die Axialität der Gesamtanlage in die Landschaft und prägt dort das Erscheinungsbild. Der Ursprung der Allee wird auf den Umbau des Herrensitzes in der ersten Hälfte des 18. Jh. zurückgeführt. | 45730156 | BW   |
| Große Allee 52° 33′ 52″ N, 7° 48′ 51″ O   | Graft              | Das Herrenhaus unmittelbar umgebene Graft, mit Steinbrücken, angelegt wohl im Zusammenhang mit dem barocken Umbau Anfang des 18. Jh. | 45730024 | BW   |
| Große Allee 52° 33′ 52″ N, 7° 48′ 58″ O   | Teich              | Im Osten der Anlage, unmittelbar östlich der Graft und südlich des Gartens gelegener Teich, angelegt wohl im Rahmen der barocken Umgestaltung Anfang des 18. Jh. | 45729973 | BW   |
| Große Allee 52° 33′ 55″ N, 7° 48′ 54″ O   | Garten             | Einfaches Luststück nordöstlich des Herrenhauses und getrennt durch die Schlossgraft als abgesenktes Parterre gestaltet. Nach Nordosten und Nordwesten von Terrassen mit Sandsteinmauern gefasst. Treppen mit geschwungenen Wangen stellen eine Verbindung her. Auf der nordwestlichen Terrasse befindet sich eine Orangerie; hier waren bis in die Zeit nach dem Zweiten Weltkrieg vier Skulpturen zu finden, die in typischerweise des 18. Jh. als Allegorie ausgebildet die vier Jahreszeiten darstellen. | 45730078 | BW   |
| Große Allee 52° 33′ 56″ N, 7° 48′ 54″ O   | Orangerie          | Im Norden des Gartens, auf einer Terrasse gelegene, langgestreckte Orangerie, verputzter Ziegelbau mit Sandsteingliederung, Mittelbau mit Zeltdach, dreiseitigem Vorbau mit Portal und Wappen deren von Boeselager/Weichs darüber, errichtet wohl 1754. Nachträglich wohl erweitert. | 45730065 | BW   |
| Große Allee 52° 33′ 55″ N, 7° 48′ 53″ O   | Pavillon           | Nördlich des Herrenhauses, inmitten des Gartens gelegener Pavillon, massiver Sockel mit kleiner vorgelegter Treppe, nahezu vollständig verglaste Holzkonstruktion, pyramidiales Mansarddach, errichtet wohl im 18. Jh. | 45730108 | BW   |
| Große Allee 52° 33′ 54″ N, 7° 48′ 59″ O   | Mauer              | Nordöstlich an die Orangerie anschließende, ungefähr zwei Meter hohe Mauer als Fragment der Einfriedung, im Folgenden nach Südosten zum Teich verlaufend, Natursteinmauerwerk, errichtet wohl im 18. Jh. | 49276163 | BW   |

### Hof Stottmann
| Lage                                                 | Bezeichnung               | Beschreibung | ID       | Bild |
| ---------------------------------------------------- | ------------------------- | --- | -------- | ---- |
| Stottenhausener Straße 2 52° 34′ 14″ N, 7° 46′ 14″ O | Wohn-/ Wirtschaftsgebäude | Den Wirtschaftshof nach Norden abschließender Zweiständerbau, Kammerfach mit Aufsprung, Fachwerk mit Ziegelausmauerung, Wirtschaftsgiebel dreimal vorkragend, Wohngiebel wohl ursprünglich mit Steckwalm, Satteldach, errichtet um 1800. Östlich und westlich an die Traufseiten Stallanbauten direkt anschließend. Im Inneren das Gerüst weitgehend verändert.                            | 45734847 | BW   |
| Stottenhausener Straße 2 52° 34′ 14″ N, 7° 46′ 13″ O | Stall                     | Westlich an das Haupthaus direkt anschließender Stall, Wandständerbau, Fachwerk mit Ziegelausmauerung, Satteldach, errichtet wohl Anfang des 19. Jh. Der Westgiebel durch den Anbau der Scheune verdeckt. | 45735192 | BW   |
| Stottenhausener Straße 2 52° 34′ 14″ N, 7° 46′ 13″ O | Scheune                   | Den Wirtschaftshof nach Westen begrenzender Wandständerbau, Fachwerk mit Ziegelausmauerung, außermittiges Einfahrtstor, eine Querdurchfahrt, Satteldach, errichtet im 19. Jh. Die Scheune wurde nachträglich nach Norden verlängert und mit zusätzlicher Querdurchfahrt versehen. Der alte Giebel ist im Inneren erhalten. Das Innengerüst teils durch ein neues Strebengerüst abgefangen. | 45735229 | BW   |
| Stottenhausener Straße 2 52° 34′ 13″ N, 7° 46′ 14″ O | Wagenschauer              | Den Wirtschaftshof nach Süden abschließender Wandständerbau, Fachwerk mit Ziegelausmauerung, vier Quereinfahrten, Satteldach, errichtet wohl im 19. Jh. unter Wiederverwendung von älteren Bauteilen, wohl einer ehemaligen Scheune. | 45735314 | BW   |
| Stottenhausener Straße 2 52° 34′ 14″ N, 7° 46′ 15″ O | Stall                     | Den Wirtschaftshof nach Osten abschließender Wandständerbau, Fachwerk mit Ziegelausmauerung, Nordgiebel nachträglich mit Ziegelmauerwerk ersetzt, Satteldach, errichtet im 19. Jh. | 45735274 | BW   |
| Stottenhausener Straße 2 52° 34′ 15″ N, 7° 46′ 12″ O | Schuppen                  | Nordwestlich des Haupthauses gelegener, langgestreckter Schuppen, Wandständerbau, Fachwerk mit Ziegelausmauerung, Satteldach, errichtet im 19. Jh. Im Inneren teils zu Wohnungen umgebaut. | 45735354 | BW   |